# Theta del Cotxer
Theta del Cotxer (θ Aurigae) és una estrella binària de la constel·lació del Cotxer. Està a uns 173 anys llum de la Terra. Els noms propis, rarament usats, per referir-se a Theta Aurigae inclouen el nom llatí Bogardus, i també el nom àrab Maha-sim o Mahasim, que són variants del nom àrab Al-Mi'sam que significa "el puny" i que s'usa per referir-se indistintament a Eta Aurigae i a Theta Aurigae.
L'estrella primària,  θ Aurigae A, és una blanca del tipus A de les nanes de la seqüència principal amb una magnitud aparent de +2,7. La seva companya,  θ Aurigae B, és una groga del tipus G de les nanes de la seqüència principal amb una magnitud aparent de +7,2. Les dues estrelles estan separades 3,5 segons angulars. Una tercera estrella de l'onzena magnitud  θ Aurigae C, es troba a 49 arcsegons de les anteriors, i és una companya òptica.
La magnitud aparent combinada mitjana del sistema és +2,65 però el primari és una estrella variable del tipus Variable Alpha² Canum Venaticorum per la qual cosa l'esclat del sistema varia de la magnitud +2,62 a +2,70 amb un període d'1,37 dies.